# Kuliai
Kuliai (výslovnost: přibližně [Kulěj], žemaitsky Kulē) je městys ve Žmudi v Telšiaiském kraji, okres Plungė, na jihozápad od okresního města Plungė, při silnici č. 166 směrem na Gargždai.
Městečkem protéká říčka Alantas, zde se do ní vlévá její levý přítok Lankėnis. Městečko je hlavním městem nejnižší administrativně-územní jednotky seniūnija (NUTS 5). Je zde klasicistní kostel Sv. biskupa Stanislava (postavený péčí V. Jarulaitise v roce 1900, zděný, na místě, kde byl poprvé postaven dřevěný v roce 1644), dále střední škola (asi 350 studentů; ředitelka Zuzana Jankavičienė, první škola v Kuliajích začala vyučovat v roce 1804), mateřská škola, knihovna, tři prodejny, poliklinika, pošta (PSČ LT-90024), vlastivědné muzeum, folklórní lidový litevský hudební soubor "Vaisgamta". Starší obyvatelé města hovoří žemaitským nářečím ze skupiny podnářečí nazývaným Dounininkai. V okolí městečka jsou Kuliaiské lesy, na severozápad od města je Kuliaiská rezervace.
12. srpna 2008 byl dekretem prezidenta Litvy č. 1K-1477 potvrzen znak města.

## Původ názvu města
Původ názvu města není dosud zcela bezpečně ujasněn. Existuje několik hypotéz:
1. Kūlis (žemaitsky kámen) – území Kuliů je velmi kamenité.
2. Kulis (nádeník, člověk vykonávající nejtěžší podřadné práce) – v Kuliajích se ve středověku obchodovalo uhlím, proto bylo v městečku hodně nádeníků.

## Významní obyvatelé města
- Sofija Kymantaitė-Čiurlionienė (1886–1958), litevská spisovatelka. V městečku vyrůstala a učila se.
- Juozas Tumas-Vaižgantas (1869–1933), litevský spisovatel, farář. V letech 1898-1901 zde působil jako farář.